# Japan Tobacco
Japan Tobacco, Inc. (JT) (Japans: 日本たばこ産業株式会社, Nihon Tabako Sangyō Kabushiki-gaisha) is een Japanse multinationale tabaksfabrikant, met hoofdkwartier in Tokio.

## Geschiedenis
JT werd als naamloze vennootschap (Kabushiki kaisha, K.k.) opgericht op 1 april 1985. Het was de opvolger van het overheidsbedrijf Japan Tobacco and Salt Public Corporation, dat het staatsmonopolie had op de productie en verkoop van tabaksproducten en rookartikelen in Japan sedert 1949. Dit monopolie werd in 1985 opgeheven en Japan Tobacco werd een beursgenoteerd bedrijf.
In 1999 werden de internationale activiteiten van het Amerikaanse tabaksbedrijf R. J. Reynolds International overgenomen. Voor US$ 8 miljard kreeg het bekende merken in handen waaronder Camel, Winston en Salem, buiten de Verenigde Staten. De overname resulteerde in de vorming van de internationale divisie van Japan Tobacco, Japan Tobacco International (JTI). Het hoofdkwartier van JTI bevindt zich in Genève (Zwitserland).
In 2007 volgde de overname van de Britse Gallaher Group met merken als Benson & Hedges, Silk Cut en Sobranie. De overnamesom was US$ 14,7 miljard. Hierdoor kwamen er rond 11.000 medewerkers bij, wat bijna een verdubbeling van het personeelsbestand van JTI betekende. In 2005 verkocht Japan Tobacco 410 miljard sigaretten en Gallaher zo'n 175 miljard. Met de overname werd Japan Tobacco marktleider in Ierland, het Verenigd Koninkrijk, Oostenrijk en Zweden. In België werd in 2012 Gryson NV overgenomen, een West-Vlaamse producent van vooral roltabak. In oktober 2014 werd echter de sluiting van dit bedrijf aangekondigd. In 2018 verhuisde de productie naar Polen en werd de gebouwen verkocht.
In 2016 werd een minderheidsbelang van 40% gekocht in National Tobacco Enterprise van de regering van Ethiopië. Het was de grootste privatisering in het land met een waarde van US$ 510 miljoen. Er werken 1000 mensen bij het bedrijf en Japan Tobacco heeft ook het alleenrecht gekregen voor de import en productie van tabaksproducten in het land voor een periode van 10 jaar. In 2017 werd het belang verhoogd naar 70%.
Medio 2017 kondigde het bedrijf aan PT Karyadibya Mahardhika (KDM), een Indonesische fabrikant van kreteksigaretten, over te nemen. De overnamesom was US$ 667 miljoen. KDM had in 2016 een jaaromzet van US$ 0,5 miljard. Er zijn negen fabrieken en de producten worden in heel het land verkocht via PT Surya Mustika Nusantara. De twee bedrijven tellen samen 7500 medewerkers. Indonesië is na China de grootste afzetmarkt voor sigaretten ter wereld.
In maart 2018 maakte het de overname bekend van Donskoy Tabak (DT). DT is gevestigd in Rusland en heeft een marktaandeel van zo'n 7% en is de vierde grootste aanbieder van rookwaren in het land. Japan Tobacco betaalde US$ 1,6 miljard en krijgt daarmee de merken Donskoy Tabak en Kiss and Play in handen. Met de overname verhoogd Japan Tobacco zijn marktaandeel naar zo'n 40% in het land.

## Activiteiten
Japan Tobacco is een deel van de JT Group, die buiten de tabaksbranche ook actief is in de farmaceutica en de voedings- en dranksector. De tabaksactiviteiten zijn wel veruit het belangrijkst met een aandeel van bijna 90% in de totale omzet in 2020.
Met alle buitenlandse acquisities is Japan Tobacco de derde grootste tabaksfabrikant van de wereld geworden (na Philip Morris International Inc. en British American Tobacco). Japan Tobacco had een globaal marktaandeel, exclusief Volksrepubliek China, van 16,2% in 2019.
Het aandeel is genoteerd aan de Tokyo Stock Exchange en maakt deel uit van de Nikkei 225-beursindex. Het Japanse ministerie van Financiën heeft namens de Japanse staat een derde van de aandelen van Japan Tobacco, zoals bij wet is voorgeschreven, in handen. 

### Japan
In Japan staan de sigarettenverkopen onder neerwaartse druk. In 2013 werden nog bijna 200 miljard stuks verkocht, maar in 2020 was dit met een derde gedaald naar 115 miljard stuks. Japan Tobacco verkocht in dat laatste jaar 69 miljard stuks. Het was daarmee veruit de grootste aanbieder en heeft een marktaandeel van ongeveer 60% in handen, waarvan 30% voor het merk MEVIUS. Het aandeel van Japan in de totale omzet ligt onder de 30%.

### Internationaal
Buiten Japan staan de sigarettenverkopen ook onder neerwaartse druk, maar JIT weet dit te compenseren met grote en kleine overnames. In 2020 verkocht het 436 miljard sigaretten, zo'n 20 miljard stuks meer dan in 2013. Winston was het belangrijkste merk met een volumeverkoop van 150 miljard stuks, gevolgd door Camel met 50 miljard stuks. In 2020 maakte dit bedrijfsonderdeel ruim 60% van de totale omzet uit.

## Merken
Japan Tobacco heeft acht globale "flagship"-sigarettenmerken: Winston, Camel en Mevius (voorheen Mild Seven) zijn de meest verkochte; de andere zijn Benson & Hedges, Silk Cut, Sobranie, Glamour en LD.